# Masaaki Tsukada
Masaaki Tsukada (jap. 塚田 正昭, Tsukada Masaaki; * 16. Dezember 1938 in Kawasaki; † 27. Januar 2014 in Yokohama) war ein japanischer Synchronsprecher (Seiyū).

## Leben
Masaaki Tsukada lernte Schauspiel an der Seinen Engeki Kenkyūjo (青年演劇研究所), die er 1959 abschloss und wurde 1964 Mitglied der Schauspieltruppe Gekidan Tōgei (劇団東芸). Später kam er bei der Agentur Mausu Promotion unter Vertrag und verlagerte sich auf das Synchronsprechen für Anime, sowie das Synchronsprechen von ausländischen Filmen und Serien.
Bekannt war er für seine Rolle des Genryūsai in der Anime-Serie Bleach, sowie in Japan für die des Kobayashicha in der von 1998 bis 2014 laufenden Serie Ojarumaru.
Masaaki Tsukada starb am 27. Januar 2014 nach einer Krankheit. Er hinterließ seine Frau Masako Nozawa, die ebenfalls Synchronsprecherin ist.

## Rollen (Auswahl)
- Bleach (2004–2012) als Yamamoto Genryūsai Shigekuni
- Hoka Hoka Kazoku (1976–1982) als Yutaka
- The Irresponsible Captain Tylor (1993) als Wang
- Kaze no Yōjimbō (2001–2002) als Cafemanager
- Mujin Wakusei Survive (2003–2004) als Porte
- Ojarumaru (1998–2014) als Kobayashicha
- One Piece – Abenteuer in Alabasta – Die Wüstenprinzessin (2007) als Toto
- Shōwa Monogatari (2010–2011) als Gorō Tashiro
- Sōkō Kihei Votoms: Red Shoulder Document (1988) als General Larkinson
- Sōkō Kihei Votoms: Pailsen Files (2007–2008) als General Larkinson
- Yumeiro Pâtissière (2009–2010) als Vorsitzender